# Кім Юн Мі
Кім Юн Мі (кор. 김윤미) — південнокорейська ковзанярка, спеціалістка з бігу на короткій доріжці,  дворазова олімпійська чемпіонка,  чемпіонка світу та призерка чемпіонатів світу,  чемпіонка та призерка Азійських ігор. 
Першу золоту олімпійську медаль та звання олімпійської чемпіонки Кім виборола разом із подругами з корейської збірної на Олімпіаді в Ліллегаммері  естафетній гонці на 3000 метрів
. Тоді Кім було тільки 13 років. На наступній Олімпіаді в Нагано кореянки, серед яких була Кім, повторили золотий успіх. 
Після завершення кар'єри активної спортсменки Кім живе й тренує у США.

## Зовнішні посилання
- Досьє на sports-reference.com [Архівовано 11 грудня 2008 у Wayback Machine.]

## Виноски
1. ↑  http://www.sports-reference.com/olympics/athletes/ki/kim-yun-mi-1.html
2. ↑  Lillehammer 1994 Official Report - Volume 3 (PDF). Lillehammer Olympic Organizing Committee. LA84 Foundation. 1994. Архів оригіналу (PDF) за 2 грудня 2010. Процитовано 16 січня 2014.
3. ↑  Nagano 1998 Official Report - Volume 3 (PDF). Nagano Olympics Organizing Committee. LA84 Foundation. 1998. Архів оригіналу (PDF) за 26 лютого 2008. Процитовано 16 січня 2014.
4. ↑  쇼트트랙의 영원한 스타 김윤미, 그녀가 돌아왔다. koreadaily.com (кор.). Korea Daily. 25 квітня 2009. Архів оригіналу за 23 грудня 2015. Процитовано 21 серпня 2014.